# Kitty Ussher
Katharine Anne Ussher dite Kitty Usher (née le 18 mars 1971) est une économiste britannique, ancienne députée travailliste et ministre du Trésor, ancienne directrice générale et dorénavant économiste en chef du groupe de réflexion Demos.
Après avoir suivi une formation d'économiste et travaillé comme prévisionniste macroéconomique à l'Economist Intelligence Unit, elle est élue députée pour Burnley aux élections générales de 2005, succédant à Peter Pike. Elle est ministre du gouvernement de Gordon Brown de 2007 à 2009, principalement au Trésor, mais aussi au ministère du Travail et des Pensions, après avoir été conseillère spéciale au ministère pour du commerce et de l'industrie.
Kitty Ussher démissionne de ses fonctions ministérielles en 2009 à la suite de son implication dans le Scandale des dépenses du Parlement du Royaume-Uni. Elle ne s'est pas présentée aux élections de 2010. Depuis, elle travaille chez Demos, ainsi qu'en tant que directrice générale de Tooley Street Research.

## Biographie
Ussher est la fille d'un avocat anglo-irlandais et d'une directrice d'école, sœur de Peter Bottomley. Par conséquent, elle est une belle-nièce de l'ancien ministre conservateur Virginia Bottomley et une petite-fille du diplomate Sir James Bottomley. Elle est également une lointaine descendant de la famille de l'archevêque James Ussher.
Elle fait ses études à la St Paul's Girls' School, et fréquente le Balliol College d'Oxford, où elle étudie la Philosophie, politique et économie (PPE), et le Birkbeck College de Londres, où elle obtient une maîtrise en économie.
Au début de sa carrière, elle est économiste en chef pour la Grande-Bretagne en Europe et économiste à l'Economist Intelligence Unit et au Center for European Reform, en plus de travailler pour les députés Paul Boateng, Martin O'Neill, Kim Howells et Adam Ingram.
De 1998 à 2002, elle est également conseillère pour salle Vassall dans le quartier londonien de Lambeth, où elle préside les commissions des finances et de l'environnement du Conseil. De 2001, jusqu'à sa sélection comme candidate parlementaire en février 2004, elle est conseillère spéciale de Patricia Hewitt au ministère du Commerce et de l'Industrie.

## Carrière parlementaire
Kitty Ussher est élue députée de Burnley aux élections générales de 2005, après avoir été sélectionnée par une liste restreinte de femmes en tant que candidate travailliste de la circonscription. Elle est qualifiée de candidate la plus brillante depuis une génération.
De 2005 à 2006, Ussher est membre du Comité des comptes publics. Elle est secrétaire parlementaire privée de Margaret Hodge, ministre d'État au ministère du Commerce et de l'Industrie, jusqu'au 29 juin 2007.
Lors du premier remaniement de Gordon Brown, elle est nommée ministre de la Ville, secrétaire économique au Trésor, succédant à Ed Balls. Au moment de sa nomination, les premiers signes de Crise financière mondiale de 2007-2008 apparaissent, et elle participe à des réunions cruciales du Comité tripartite du Trésor, de la FSA et de la Banque d'Angleterre alors que les autorités s'occupent de l'effondrement de Northern Rock. Elle préside le Treasury Islamic Finance Group, menant à l'émission de la première obligation d'État sukuk, coprésidé avec Hector Sants le groupe de travail officiel de haut niveau sur l'efficacité du processus de levée de capitaux au Royaume-Uni et copréside avec Sir Michael Snyder le Groupe de travail de haut niveau sur le secteur des services professionnels.
Son mandat voit également une révision de la politique à l'égard des coopératives de crédit, afin de leur donner une plus grande liberté commerciale et une plus grande capacité d'expansion. Elle élabore également la politique menant à la Dormant Bank and Building Society Accounts Act 2008 qui redistribue les actifs bancaires non réclamés à l'usage de la communauté, et la Savings Gateway Act 2009 qui fournit des incitations financières aux plus pauvres pour qu'ils épargnent.
Le 5 octobre 2008, elle devient sous-secrétaire d'État parlementaire au ministère du Travail et des Pensions, assumant de larges responsabilités en matière de réforme de l'aide sociale précédemment assumées par Stephen Timms et James Plaskitt. Au moment du remaniement, elle est décrite par Martin Waller, chroniqueur de la ville du Times, comme « l'une des personnes les plus brillantes des couches inférieures de l'administration Brown » qui s'est « rendu assez populaire dans la City ».
Elle devient responsable de la révision par le gouvernement de la politique des allocations de logement et de la révision du fonds social, ainsi que de la Child Support Agency et de la politique de bien-être des parents seuls. Ussher fait de Londres sa maison permanente en avril 2009, déménageant à Brixton, afin qu'elle puisse envoyer ses enfants à l'école à Westminster.
Lors du remaniement de juin 2009, elle est reconduite au Trésor, cette fois promue secrétaire de l'Échiquier au Trésor, mais dix jours plus tard, elle démissionne pour éviter l'embarras du gouvernement concernant sa situation fiscale et est remplacée par Sarah McCarthy-Fry, la députée de Portsmouth North.
Le 10 mai 2009, le Sunday Telegraph rapporte que moins d'un an après son élection, Ussher a réclamé environ 20000 £ de rénovations à sa maison de Londres, une propriété qu'elle possédait depuis plusieurs années avant de devenir députée.
Le mois suivant, Ussher démissionne, invoquant le désir de « prévenir l'embarras du gouvernement » après des allégations selon lesquelles elle a également temporairement changé la désignation de sa résidence « principale » à des fins. La résidence principale d'Ussher est à Londres, mais afin de réduire sa facture d'Impôt sur les plus-values de 3420 £, elle a temporairement désigné sa maison de Burnley comme résidence principale pendant un mois pendant sa vente. Une lettre de ses comptables concernant la question a également été cachée dans la version officielle publiée de son dossier de dépenses de bureau publié en ligne.
Dans sa lettre de démission, Ussher a affirmé qu'elle n'a rien fait de mal et que ses actions sont "conformes aux directives de HM Revenue and Customs et basées sur les conseils d'un cabinet d'experts-comptables réputé.
Dans le même temps, Ussher annonce qu'elle ne se présenterait pas à la prochaine élection, invoquant les difficultés à concilier ses responsabilités parentales avec les heures de travail du Parlement, précisant que cette décision a précédé la controverse sur les dépenses. Commentant sa démission, la BBC l'a décrite comme une «étoile montante» qui avait gravi rapidement les échelons, bien qu'elle n'ait été élue qu'en 2005.
Une enquête menée par Sir Thomas Legg sur les dépenses des députés montre que Ussher a enfreint la limite de 11000 £ appliquée rétrospectivement pour les travaux de construction dans sa cuisine et lui a ordonné de rembourser 1271,65 £. Son recours contre la décision, au motif que la limite n'était pas en place au moment où les dépenses ont été engagées, a été rejeté comme étant hors du champ de l'enquête de Sir Thomas Legg.

## Carrière ultérieure
En mai 2010, après avoir quitté le Parlement, Ussher devient directrice générale de Demos jusqu'en 2012 associé au Centre for London, un membre du Panel des Économistes Indépendants de TheCityUK et cofondatrice de Labor in the City.
En décembre 2013, elle devient directrice générale de Tooley Street Research et conseillère économique et politique de Portland Communications. Elle écrit également des brochures pour la Fabian Society, la Social Market Foundation and Policy Network et pour le FT.
En février 2015, elle rejoint le Financial Services Consumer Panel, un panel d'examen pour le régulateur de la Financial Conduct Authority. Entre 2017 et 2019, elle passe deux ans à travailler comme professeur de mathématiques dans le centre-ville, dans le cadre de la cohorte inaugurale de Now Teach, un programme visant à encourager les professionnels plus âgés à changer de carrière pour enseigner, déclarant dans son blog qu'elle « pensait qu'elle devrait faire quelque chose d'utile ».

## Vie privée
Elle épouse le comptable Peter J. Colley en septembre 1999 à Hammersmith et ils ont une fille (née le 7 juin 2005) et un fils (né le 3 janvier 2008).

## Publications
- The Learning Curve (co-author), Demos, 2020
- Improving pay, progression and productivity in the retail sector, Joseph Rowntree Foundation, 2016
- Pay progression: Understanding the barriers for the lowest paid. Chartered Institute of Personnel and Development, 2014
- Wealth of our nation: rethinking policies for wealth distribution. The Smith Institute, 2014
- Good Growth: A Demos and PWC report on economic wellbeing. Demos, 2011
- City Limits: The progressive case for financial services reform. Demos, 2011
- Labour's Record on the Economy. The Political Quarterly, 2010